# Haute-Rivoire
Haute-Rivoire är en kommun i departementet Rhône i regionen Auvergne-Rhône-Alpes i östra Frankrike. Kommunen ligger i kantonen Saint-Laurent-de-Chamousset som tillhör arrondissementet Lyon. År 2022 hade Haute-Rivoire 1 425 invånare.

## Befolkningsutveckling
Antalet invånare i kommunen Haute-Rivoire
| Referens: INSEE |